# Kościół św. Barbary w Odolanowie
Kościół Świętej Barbary w Odolanowie – rzymskokatolicki kościół parafialny w mieście Odolanów. Należy do dekanatu Odolanów diecezji kaliskiej. Mieści się w Odolanowie na przedmieściu Górka, w powiecie ostrowskim, w województwie wielkopolskim.

## Historia, architektura i wyposażenie
Jest to drewniana świątynia wzniesiona w 1784 roku. Budowla była kilkakrotnie przebudowywana. W 1928 roku została dobudowana do niej 30-metrowa wieża, na której został zamontowany dzwon z XVIII wieku odlany we Wrocławiu. Jest to konstrukcja drewniana, typu szkieletowego, z zewnątrz oszalowana poziomo. Składa się z jednej nawy. Mieści się pośrodku cmentarza. Jest to charakterystyczna wizytówka tej części Odolanowa i jej mieszkańców. Istnieje bardzo silny związek kościoła z jego patronką. Św. Barbara patronka górników podobno ukazała się mieszkańcom Górki na początku XVII stulecia. Z tego okresu pochodzi obraz z wizerunkiem patronki malowany na desce (1618 rok). Nie zachowały się żadne pozostałości po kościele wzniesionym z fundacji Gryzeldy Rozdrażewskiej w latach 1620-21. Rekompensowane jest to przez wnętrze obecnej świątyni, w którym rzeźby są często starsze niż sama budowla. Wnętrze jest ozdobione barokową polichromią i ciekawymi rzeźbami z XVII stulecia, chrzcielnica pochodzi z połowy XVIII stulecia natomiast rzeźba św. Barbary została wykonana przez Pawła Brylińskiego w 1876 roku. Organy wybudował Karl Spiegel.